# SunStroke Project
SunStroke Project su moldavski pop i dance trio. Članovi trija su Sergei Yalovitsky (vokal), Anton Ragoza (violina) i Sergey Stepanov (saksofon).

## Pjesma Eurovizije
Sun Stroke Project je nastupao na moldavskom izboru za Pjesmu Eurovizije 2009. s pjesmom No Crime. Osvojili su treće mjesto. Pobijedila je Nelly Ciobanu s pjesmom Hora din Moldova.
Godine 2010. su zajedno s Oliom Tirom pobijedili na moldavskom izboru za Pjesmu Eurovizije (O melodie pentru Europa 2010) 6. ožujka u Kišinjevu, te su predstavljali Moldaviju na Pjesmi Eurovizije 2010. s pjesmom Run Away. Nastupali su u prvom polufinalu 25. svibnja 2010., te kao 10. prošli u finale gdje su završili na 10. mjestu s 52 boda. Također su predstavljali Moldaviju na Euroviziji 2017. s pjesmom Hey Mamma.